# Halichoeres poeyi
La doncella orejinegra —en algunos sitios orejona u ojinegra— (Halichoeres poeyi) es una especie de peces de la familia Labridae en el orden de los Perciformes.

## Morfología
Los machos pueden llegar alcanzar los 20 cm de longitud total.

## Distribución geográfica
Se encuentra desde el sur de Florida (Estados Unidos) y Bahamas, todo el mar Caribe, hasta São Paulo (Brasil).